# Team TVE Sport
Team TVE Sport is een BMX racingteam (fietscross) met UCI-licentie. Het team bestaat al sinds de jaren 90.
Het team is in 2015 als eerste commerciële team van Nederland gestart met Laura Smulders als teamlid. In 2018 ging een deel van de ploeg door als Team Oegema; Smulders ging verder met een team onder dezelfde naam.
Het team behaalde met haar formatie diverse grote prijzen met als hoogtepunten het wereldkampioenschap 2018 in Bakoe (Azië) waar Laura en Merel Smulders respectievelijk een gouden en zilveren medaille behaalden en een bronzen medaille voor Merel Smulders bij de Olympische Spelen te Tokyo 2020. Het team met teammanager Frank Smulders bestaat uit teamleden uit Nederland, België en Letland.
Het team met als hoofdsponsors TVEsport en Jee-O Unique Bathrooms, maakt deel uit van de TVE-group.